# 埃爾庫伊
埃爾庫伊（西班牙語：El Cuy），是阿根廷的城鎮，位於該國中部內格羅河省，是埃爾庫伊縣的首府，主要經濟活動是畜牧業，該城鎮海拔高度717米，2010年人口498。